# Serie A 1959 (pallavolo maschile)
La Serie A maschile FIPAV 1959 fu la 14ª edizione del principale torneo pallavolistico italiano organizzato dalla FIPAV.
Il titolo fu conquistato dall'Avia Pervia Modena dopo uno spareggio vinto a Modena il 21 giugno 1959 contro la Ciam Modena per 3-2 (15-11, 15-7, 14-16, 11-15, 15-10).

## Classifica
| Pos. | Squadra                  | Pt | G  | V  | P  | SV | SP |
| ---- | ------------------------ | -- | -- | -- | -- | -- | -- |
| 1.   | Avia Pervia Modena       | 32 | 18 | 16 | 2  | 50 | 13 |
| 2.   | Ciam Modena              | 32 | 18 | 16 | 2  | 51 | 17 |
| 3.   | CUS Parma                | 28 | 18 | 14 | 4  | 45 | 25 |
| 4.   | Sestese Sesto Fiorentino | 18 | 18 | 9  | 9  | 38 | 36 |
| 5.   | Olimpia Vercelli         | 18 | 18 | 9  | 9  | 32 | 39 |
| 6.   | Assi Firenze             | 18 | 18 | 9  | 9  | 37 | 41 |
| 7.   | Minelli Modena           | 12 | 18 | 6  | 12 | 27 | 41 |
| 8.   | Inzani Parma             | 8  | 18 | 4  | 14 | 29 | 49 |
| 9.   | Celana Bergamo           | 8  | 18 | 4  | 14 | 21 | 47 |
| 10.  | CSI Milano               | 6  | 18 | 3  | 15 | 26 | 47 |

| Campione d'Italia | Retrocesse in Serie B |

## Risultati

### Tabellone
|                    | Bergamo | Firenze | Milano | Modena AP | Modena Minelli | Modena Villa d'Oro | Parma CUS | Parma Inzani | Sesto Fiorentino | Vercelli |
| ------------------ | ------- | ------- | ------ | --------- | -------------- | ------------------ | --------- | ------------ | ---------------- | -------- |
| Bergamo            | XXX     | 3-2     | 3-1    | 0-3       | 1-3            | 0-3                | 0-3       | 3-1          | 0-3              | 3-1      |
| Firenze            | 3-2     | XXX     | 3-2    | 0-3       | 3-0            | 3-2                | 1-3       | 3-1          | 2-3              | 3-1      |
| Milano             | 3-0     | 2-3     | XXX    | 0-3       | 2-3            | 1-3                | 1-3       | 3-2          | 3-0              | 2-3      |
| Modena AP          | 3-0     | 3-1     | 3-0    | XXX       | 3-0            | 3-2                | 3-0       | 3-0          | 3-1              | 3-0      |
| Modena Minelli     | 3-1     | 2-3     | 3-2    | 0-3       | XXX            | 0-3                | 1-3       | 3-2          | 3-0              | 1-3      |
| Modena Villa d'Oro | 3-0     | 3-0     | 3-0    | 3-1       | 3-0            | XXX                | 3-1       | 3-0          | 3-2              | 3-0      |
| Parma CUS          | 3-1     | 3-2     | 3-1    | 1-3       | 3-2            | 1-3                | XXX       | 3-0          | 3-1              | 3-0      |
| Parma Inzani       | 3-2     | 2-3     | 3-1    | 1-3       | 3-1            | 2-3                | 1-3       | XXX          | 3-2              | 2-3      |
| Sesto Fiorentino   | 1-3     | 3-1     | 3-1    | 3-1       | 3-1            | 2-3                | 2-3       | 3-1          | XXX              | 3-1      |
| Vercelli           | 3-1     | 3-1     | 3-1    | 1-3       | 3-1            | 1-3                | 0-3       | 3-2          | 3-1              | XXX      |